# Запис Крстића јавор (Лободер)
Запис Крстића јавор (Лободер) се налази на парцели чији је власник Крстић Милан.

## Локација
| Општина             | Трстеник                                                                    |
| Катастарска општина | Лободер                                                                     |
| Потес               | Самар                                                                       |
| Координате          | 43° 44′ 17″ С; 20° 57′ 18″ И / 43.738100000000003° С; 20.954899999999999° И |
| Надморска висина    | 850m                                                                        |

## Карактеристике
Дендрометријске вредности утврђене на терену и сателитским снимцима:
| Стабло                     | Јавор |
| Висина стабла              | m     |
| Обим дебла                 | m     |
| Пречник крошње             | 8m    |
| Пречник дебла              | m     |
| Висина дебла до прве гране | m     |

## База записа
Запис је у оквиру Викимедија пројекта "Запис - Свето дрво" заведен под редним бројем 0590.